# Heidt (Radevormwald)
Heidt ist eine Hofschaft in Radevormwald im Oberbergischen Kreis im nordrhein-westfälischen Regierungsbezirk Köln in Deutschland.

## Lage und Beschreibung

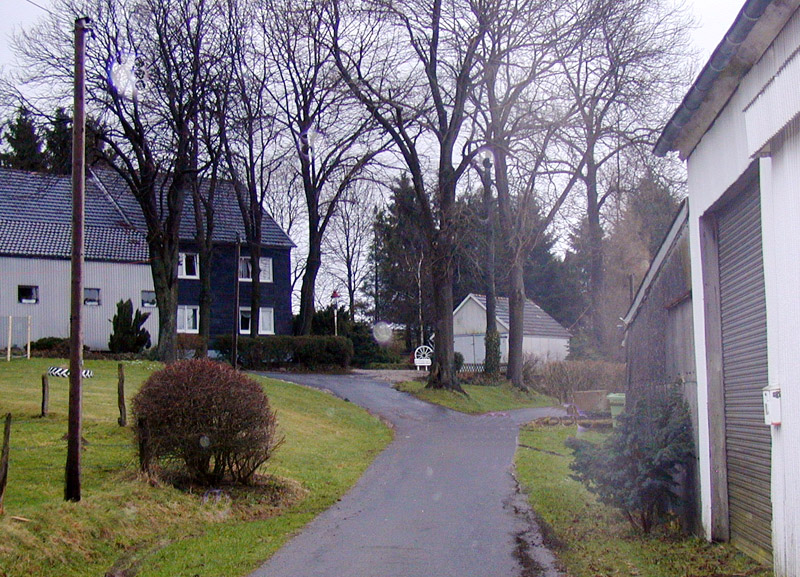
Ansicht in Heidt

Heidt liegt im Norden von Radevormwald. Die Nachbarorte sind Önkfeld, Oberönkfeld, Rochollsberg, Scheidt, Oberste Mühle und Unterste Mühle. Man erreicht den Ort über die Kreisstraße 6 zwischen Radevormwald und Önkfeld.
In Heidt entspringt der Bach Heidter Siepen, der bei Oberste Mühle in die Uelfe mündet.

## Politik und Gesellschaft
Heidt liegt im Radevormwalder Gemeindebezirk 172, der am 1. Januar 2004 587 Wahlberechtigte zählte.

## Wander- und Radwege
- Der Ortsrundwanderweg A5 führt durch den Ort.